# Anthony Casso
Anthony Salvatore Casso, noto anche con lo pseudonimo di Gaspipe (New York, 21 maggio 1942 – Tucson, 15 dicembre 2020), è stato un criminale statunitense di origini italiane, sottocapo della famiglia Lucchese.

## Biografia
Durante la sua carriera nella malavita organizzata, Casso ha operato nel narcotraffico ed è stato accusato di aver commesso dozzine di omicidi; stando a una sua confessione, avrebbe ucciso tra le 15 e le 36 persone. Tra le sue vittime vi sono criminali come Frank DeCicco e Vladimir Reznikov. Ammise anche di aver tentato di uccidere il boss della malavita John Gotti. Casso venne arrestato nel 1993.
Anthony Accetturo, ex appartenente alla Jersey Crew, che lavora per la famiglia Lucchese, dichiarò, riferendosi a Casso, «tutto quello che voleva fare era uccidere, uccidere e ottenere tutto quello che si può, anche se non te lo si è guadagnato».
Casso morì il dicembre 2020 per complicazioni dovute al COVID-19.